# Jolanta Mazurkiewicz-Sokołowska
Jolanta Mazurkiewicz-Sokołowska (ur. 18 lutego 1968 w Szczecinie) – polska germanistka, językoznawczyni. Profesor Uniwersytetu Szczecińskiego.

## Życiorys
W roku 1990 ukończyła studia filologii germańskiej na Uniwersytecie Szczecińskim. Doktorat z zakresu literaturoznawstwa germańskiego uzyskała w roku 1997 na Uniwersytecie im. Adama Mickiewicza w Poznaniu, a w 2008 habilitowała się z językoznawstwa na Wydziale Filologii Polskiej i Klasycznej UAM. W roku 2009 otrzymała stanowisko profesora Uniwersytetu Szczecińskiego.
W latach 2000-2005 zastępczyni dyrektora Instytutu Filologii Germańskiej Uniwersytetu Szczecińskiego. W latach 2010-2012 - prodziekan Wydziału Filologicznego USz, wydziałowy koordynator procesu bolońskiego i punktacji ECTS, przewodnicząca wydziałowej Komisji ds. Nagród i Odznaczeń, członkini Senackiej Komisji ds. Kształcenia. Od 2011 do 2019 kierowniczka Zakładu Lingwistyki Stosowanej w Instytucie. W latach 2012-2019 - dyrektorka Instytutu Filologii Germańskiej na Wydziale Filologicznym Uniwersytetu Szczecińskiego, członkini Wydziałowej i Senackiej Komisji ds. Nagród i Odznaczeń. Po restrukturyzacji przeprowadzonej w Uniwersytecie Szczecińskim w roku 2019, w latach 2019-2020 - koordynatorka kierunku: filologia germańska, od 2019 roku - kierowniczka grupy badawczej: Lingwistyka kognitywna, biolingwistyka w Instytucie Językoznawstwa, a od 2021 roku dyrektorka Instytutu Językoznawstwa i przewodnicząca zespołu ds. dyscypliny językoznawstwo przy Szkole Doktorskiej. 

## Badania naukowe
Zainteresowania badawcze Jolanty Mazurkiewicz-Sokołowskiej: psycholingwistyka, neurolingwistyka, socjolingwistyka, lingwistyka kognitywna, emocje w języku, metodyka nauczania języka obcego/niemieckiego. 
Wypromowane trzy doktoraty. 

## Staże naukowe
- Uniwersytet Gdański, 27.11.2023 - 26.02.2024 (format hybrydowy)
- Uniwersytet Humboldtów w Berlinie, 01.04.2024 - 31.07. 2024 (format hybrydowy)

### Publikacje książkowe (wybór)
- Zwischen deutsch-polnischem «Grenzland» und «verlorener Heimat»: Von literarischen Rückreisen in die Kindheitsparadiese. Frankfurt a. M. 1998.
- Tipps für die Unterrichtsgestaltung: Methodischer Ratgeber für   Berufsanfänger und Studenten. Szczecin 2000.
- Transformacje i strategie wiązania w lingwistycznych badaniach eksperymentalnych. Kraków 2006.
- Lingwistyka mentalna w zarysie: o zdolności językowej w ujęciu integrującym. Kraków 2010.
- Zur individuell-subjektiven Prägung der Bedeutung am Beispiel ausgewählter Ess- und Trinkwaren. Frankfurt a. M. 2015.
- Ausgewählte Pronomen, ihr Bedeutungs- und Emotionspotenzial: individuelle Konzeptualisierungsprozesse im Lichte Langackerscher Auffassung der Grammatik. Frankfurt a. M. 2017.
- (współaut. Maria Brenda) A Cognitive Perspective on Spatial Prepositions: Intertwining networks. Amsterdam, Philadelphia 2022.

Redakcja tomów zbiorowych
- (współred. Werner Westphal, Alicja Gąszczyk) Mehrsprachigkeit und Spracherwerb in Theorie und Praxis. Hamburg 2012
- (wspólred. Dorota Misiek, Werner Westphal) Sprachkontakte und Lexikon. Festschrift zum 65. Geburtstag von Prof. Ryszard Lipczuk. Hamburg 2013.
- (współred. Anna Sulikowska, Werner Westphal) Chancen und Perspektiven einer Emotionslinguistik. Hamburg 2016.

#### Redakcja zeszytów czasopism
- (współred. Ewelina Kamińska) Colloquia Germanica Stetinensia, 2015 (24).
- (red.) Research in Language, 2023 (21), 2.